# Corpus iuris civilis
Corpus iuris civilis představuje kodifikaci římského práva provedenou na podnět byzantského císaře Justiniána I. v 6. století. Jedná se o významný právní počin, který provedla komise v čele s vynikajícím právníkem Tribonianem.

## Obsah právního kodexu
Občanský zákoník, později nazývaný Corpus iuris civilis se skládal ze čtyř částí.
1. Jako první byl zveřejněn Codex Iustinianus roku 529, soubor dosud platných císařských nařízení a zákonů od doby císaře Hadriána (76 –138 n. l.). Tento spis měl nahradit starší právní sbírky, například Codex Theodosianus z roku 438.
2. Druhou součástí byla Digesta (řecky Pandektai), sbírka spisů antických římských právníků.
3. Následovaly Institutiones, stručná rukověť římského práva.
4. Rozsáhlé právní dílo dovršily Narai (latinsky Novellae), aktuální císařská nařízení vydaná v letech 534–569.

Na rozdíl od předchozích latinských spisů byla jazykem novel už většinou řečtina. To svědčí o převládnutí řečtiny na byzantském dvoře.
Corpus iuris civilis uzákonil současné normy společenského života. Podle jeho ustanovení se v osobě císaře pojila neomezená moc světská i duchovní (tento systém se nazýval caesaropapismus). Oficiálním náboženstvím bylo křesťanství v ortodoxní podobě. Justinián se snažil jak vymýtit staré pohanské kulty (v roce 529, kdy byl poprvé zveřejněn Codex Iustinianus, dal například uzavřít starou antickou akademii v Athénách, centrum novoplatonismu), tak také zabránit šíření herezí, především monofyzitismu, jež mělo sociální i politický podtext.
Prostřednictvím svých zákoníků císař Justinián I. usiloval o upevnění práv staré otrokářské aristokracie a podporu hospodářství založeného na práci otroků a kolonů. Tento hospodářský systém se však již začal přežívat, jak dokazuje možnost propouštět otroky na svobodu, která byla uzákoněna v Novelách.

## Corpus iuris civilisa jeho význam ve středověku
Corpus iuris civilis platil po řadu staletí. Postupně si však změny ve společnosti směřující k feudalizaci vynutily jak revizi jeho ustanovení, kterou nechali pod názvem Basilika provést císaři Basileios I. a Leon VI., tak vydání nových zákoníků.
V 11. století se Justiniánovy zákoníky začaly studovat na právnických školách v Itálii, zvláště na boloňské univerzitě, a staly se základem přijetí římského práva ve středověku a jeho dalšího šíření.